# Schofield Barracks
Schofield Barracks é uma Região censo-designada localizada no estado americano do Havaí, no Condado de Honolulu.

## Demografia
Segundo o censo americano de 2000, a sua população era de 14.428 habitantes.

## Geografia
De acordo com o United States Census Bureau tem uma área de 7,1 km², dos quais 7,1 km² cobertos por terra e 0,0 km² cobertos por água. Schofield Barracks localiza-se a aproximadamente 101 m acima do nível do mar.

## Localidades na vizinhança
O diagrama seguinte representa as localidades num raio de 12 km ao redor de Schofield Barracks.